# Habsburg Eleonóra lengyel királyné
Ausztriai Eleonóra Mária Jozefa (németül: Eleonore Maria Josefa von Österreich, lengyelül: Eleonora Maria Józefa Austriacka, franciául: Eléonore Marie Josèphe d’Autriche; Regensburg, Német-római Birodalom, 1653. május 21. – Bécs, Ausztria, 1697. december 17.), Habsburg-házból származó osztrák főhercegnő, első, Michał Wiśniowieckival kötött házassága révén lengyel királyné és litván nagyhercegné 1670-től hitvese 1673-ban bekövetkezett haláláig, majd második, V. Károly herceggel való házassága révén lotaringiai hercegné 1678-tól 1690-es második megözvegyüléséig.

## Élete

### Származása, testvérei
Eleonóra Mária Jozefa osztrák főhercegnő édesapja III. Ferdinánd német-római császár, magyar és cseh király (1608–1657) volt, II. Ferdinánd császár (1578–1637) és Mária Anna bajor hercegnő (1574–1616) fia.
Édesanyja Gonzaga Eleonóra mantovai hercegnő (1630–1686) volt, Ferdinánd harmadik felesége, II. Károly mantovai herceg (1609–1631) és Gonzaga Mária hercegnő (1609–1660) leánya. A szülők négy gyermeke között Eleonóra volt a legidősebb leány, aki megérte a felnőttkort:
- Terézia Mária Jozefa (1652–1653), kisgyermekként meghalt,
- Eleonóra Mária Jozefa (1653–1697), lengyel királyné, majd lotaringiai hercegné,
- Mária Anna Jozefa (1654–1689), 1678-tól János Vilmos pfalzi választófejedelem felesége,
- Ferdinánd József Alajos (1657–1658), kisgyermekként meghalt.

### Házassága, gyermekei
1670. február 27-én feleségül ment a nála 13 évvel idősebb Wiśniowiecki Korybut Mihály lengyel királyhoz (1640–1673). Házasságuk azonban nem tartott sokáig, Eleonóra már 1673. november 10-én özvegyen maradt.

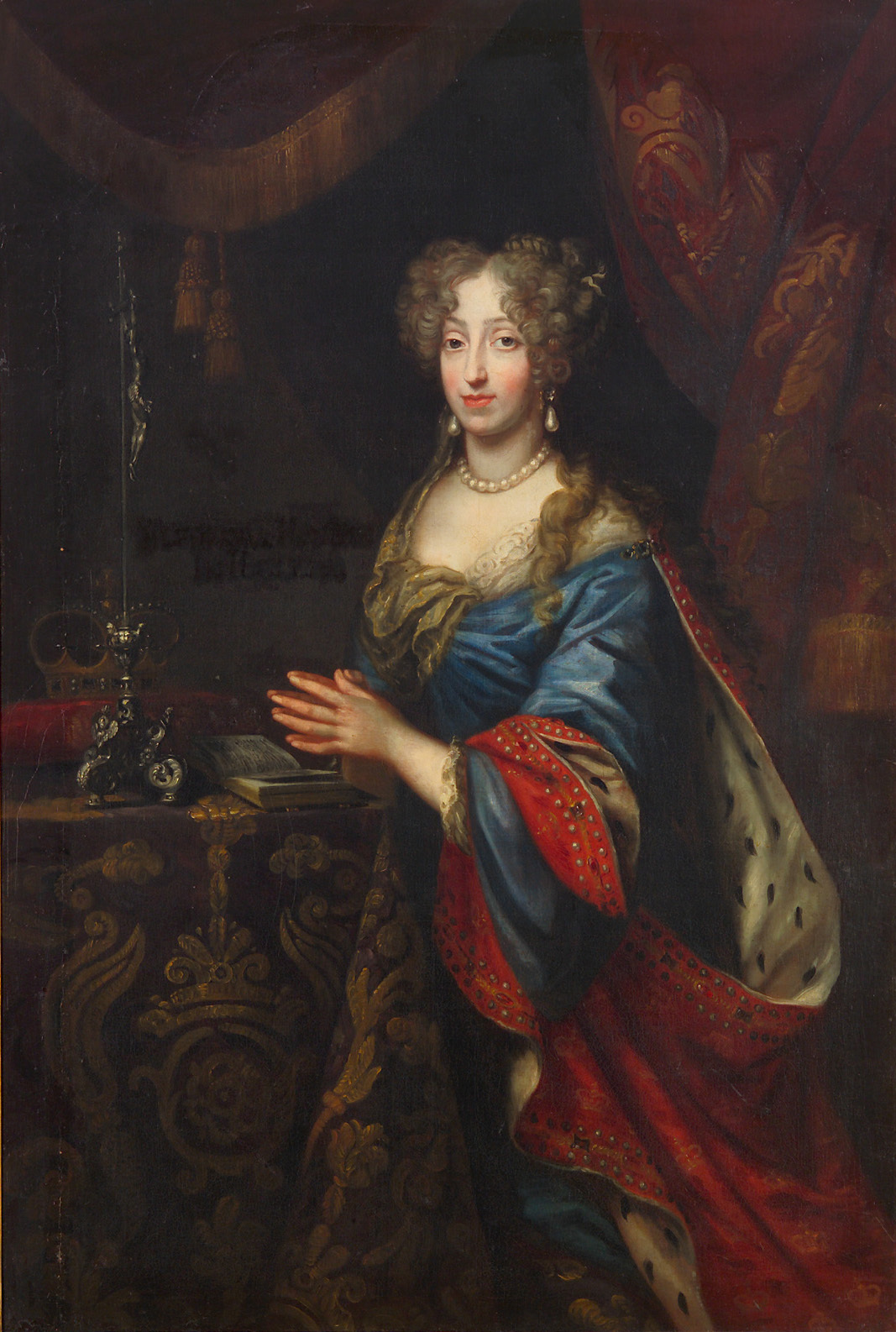
Eleonóra Mária Jozefa osztrák főhercegnő

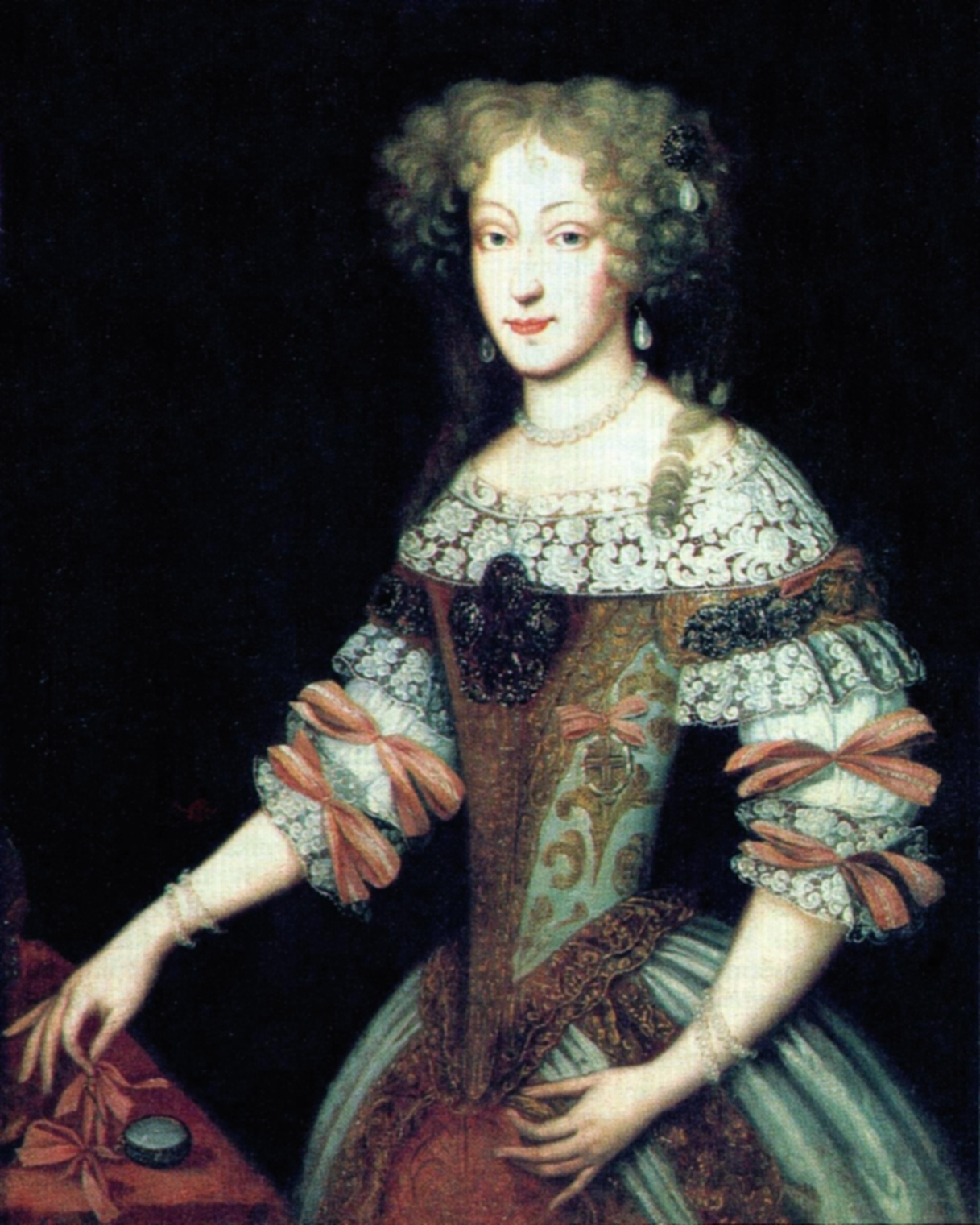
Eleonóra főhercegnő mint lengyel királyné

1678-ban ismét férjhez ment, ezúttal V. Károly Lipót lotaringiai herceghez (1643–1690), császári tábornagyhoz, törökverő hadvezérhez, aki jelentős szerepet vitt a törökök által ostromolt Bécs 1683-as felmentésében és Buda 1686-os visszavívásában is. Ebből a házasságából öt fiúgyermek és egy lánygyermek született:
- Lipót herceg (1679–1729), aki 1697-től I. Lipót néven Lotaringia és Bar uralkodó hercege lett
- Károly József herceg (1680–1715), Olmütz és Trier hercegérseke
- Eleonóra (*/† 1682), születésekor meghalt
- Károly Ferdinánd (1683–1685), kisgyermekként meghalt
- József Ince (Innozenz) herceg (1685–1705), a császári haderő tábornoka
- Ferenc József herceg (1689–1715), Szent Benedek-rendi pap, a Stablo-i bencés kolostor (ma: Stavelot, Belgium) és Malmedy bencés kolostor (Malmedy, Belgium) főapátja

Legidősebbik fiának, Lipót lotaringiai hercegnek egyik fia, Ferenc István herceg később Mária Terézia magyar királynő férje lett, majd I. Ferenc néven német-római császárrá is megválasztották.

### Özvegységben
Férjének, Lotaringiai Károlynak 1690-ben bekövetkezett halála után az özvegy hercegné nagy energiával törekedett a Károly hercegtől elorzott atyai örökség visszaszerzésére. Minden követ megmozgatott, hogy gyermekei számára visszakapja Lotaringia és Bar birtokát. Hivatalos kérelmet terjesztett a Regensburgban ülésező birodalmi gyűlés (Reichstag) elé, amelyben a két hercegség helyreállítását követelte. Elérte, hogy a pfalzi örökösödési háborút lezáró béketárgyalásokon ez a kérdés is napirendre kerüljön. Az 1697. október 30-án megkötött rijswijki (ryswicki) békeszerződésben helyreállították Lotaringia és Bar szuverenitását, Lipót lotaringiai herceg elfoglalhatta a nagyapjától elragadott örökségét, bár XIV. Lajos francia király követelésére a francia haderő számára mindenkor biztosítania kellett a szabad átvonulás jogát.
A ryswicki békeszerződést az uralkodók 1697. december 13-án ratifikálták. Néhány nappal később, 1697. december 17-én Eleonóra Mária Jozefa főhercegnő Bécsben elhunyt. Második férjét, Károly Lipót lotaringiai herceget hét évvel élte túl. A fiának visszaszerzett hercegséget sohasem láthatta. A Habsburgok hagyományos temetkezőhelyén, a bécsi kapucinusok templomának kriptájában (Kaisergruft) temették el.